# Толмачёво (Владимирская область)
Толмачёво — опустевшая деревня в Александровском районе Владимирской области России, входит в состав Краснопламенского сельского поселения.

## География
Деревня расположена в 12 км на юго-запад от центра поселения посёлка Красное Пламя и в 30 км на северо-запад от города Александрова.

## История
В конце XIX — начале XX века деревня входила в состав Тирибровской волости Александровского уезда. В 1859 году в деревне числилось 15 дворов, в 1905 году — 30 дворов, в 1926 году — 49 дворов.
С 1929 года деревня являлась центром Толмачёвского сельсовета Александровского района, с 1941 года — в составе Тирибровского сельсовета Струнинского района, с 1965 года — в составе Александровского района, с 1976 года — в составе Искровского сельсовета, с 2005 года — в составе Краснопламенского сельского поселения.

## Население
| 1859 | 1905 | 1926 | 2002 | 2010 | 2021 |
| ---- | ---- | ---- | ---- | ---- | ---- |
| 136  | ↗207 | ↗265 | ↘0   | →0   | →0   |